# کینتومو موشانوکوجی
کینتومو موشانوکوجی (انگلیسی: Kintomo Mushanokōji; ۲۹ اوت ۱۸۸۲ – ۲۱ آوریل ۱۹۶۲) دیپلمات، سفیر اهل ژاپن در جنگ جهانی دوم بود.